# Intibucá (miasto)
Intibucá – miasto w Hondurasie, w departamencie Intibucá. Tworzy zespół miejski ze stolicą departamentu – La Esperanzą. Według Spisu Powszechnego z 2013 roku liczy 19,6 tys. mieszkańców. Zamieszkane jest głównie przez plemiona indiańskie Lenca. Region znany jest z uprawy ziemniaków. Zgodnie z tradycją co roku w mieście organizowany jest festiwal ziemniaków.  